# روجر باول (كرة سلة)
روجر باول (بالإنجليزية: Roger Powell)‏ مواليد 15 يناير 1983 في جوليت، هو مدرب كرة سلة أمريكي ولاعب سابق. بدأ مسيرته الاحترافية في سنة 2005. اعتزل اللعب في 2011.

## المسيرة الاحترافية
لعب مع يوتا جاز في سنة 2006، ثم لعب مع تيرامو باسكت في الدوري الإيطالي في موسم 2007–2008، ثم لعب مع سي بي مورسيا في الدوري الإسباني في موسم 2009–2010، ثم لعب مع جاي دي أيه ديجون في الدوري الفرنسي في سنة 2010، ثم لعب مع سكايلاينرز فرانكفورت في الدوري الألماني في موسم 2010–2011.

## روابط خارجية
- روجر باول على موقع إن بي أي (الإنجليزية)
- روجر باول على موقع سبورتس رفرنس (الإنجليزية)
- روجر باول على موقع الدوري الإسباني لكرة السلة (الإسبانية)
- روجر باول على موقع كرة السلة الأوروبية.كوم (الإنجليزية)
- روجر باول على موقع كلية كرة السلة في سبورتس رفرنس.كوم (الإنجليزية)
- روجر باول على موقع ريلجم (الإنجليزية)
- روجر باول على موقع بروبوليرز (الإنجليزية)
- روجر باول على موقع سبورتس رفرنس (الإنجليزية)
- روجر باول على موقع سبورتس رفرنس (الإنجليزية)